# ターンオーバー (食品)
ターンオーバー（英: Turnover）はペイストリーの一種で、パン生地や折りパイ生地（パフペイストリー）などにフィリングをのせ、折り畳んで閉じてから調理したものである。甘いものや塩味のものもあり、サンドイッチのような軽食やデザートとして食べられる。
甘いターンオーバーは基本的に、果物のフィリングが多く、ショートクラスト・ペイストリーかパフ・ペイストリーで作られる。塩味のターンオーバーは肉や野菜で作られ、西洋料理に多く使われるイースト発酵のパン生地などが使われる。ターンオーバーは焼いたり、揚げたりして調理される。

## 様々な具
ターンオーバーの具は様々なものが使われる。リンゴやブルーベリーから鶏肉、牛肉、豚肉、チーズ、レーズン、クランベリーにサツマイモさらにはウサギ肉やリーキまで使われる。